# كاني سيو
كاني سيو هي قرية في مقاطعة سردشت، إيران. يقدر عدد سكانها بـ 46 نسمة بحسب إحصاء 2016.